# Charles Matthieu Isidore Decaen
Charles Matthieu Isidore Decaen, född 1769, död 9 september 1832, var en fransk greve och militär, far till Claude Théodore Decaen.
Decaen var ursprungligen jurist, och inträdde under revolutionskrigen i armén, blev 1799 generallöjtnant och spelade en viktig roll i segern i slaget vid Hohenlinden 1800. Han sändes 1803 som guvernör till franska Indien men måste genast dra sig tillbaka till Mauritius, varifrån han under flera år förde ett energiskt kaparkrig mot dem. 1810 intog ön av britterna, men Decaen fick snart återvända till Frankrike, där han utnämndes till befälhavare i Katalonien. Vid Napoleons återkomst 1815 spelade Decaen en tvetydig roll, kastades efter slaget vid Waterloo en tid i fängelse, och levde sitt återstående liv i fattigdom och tillbakadragenhet.